# Peter Brommer (Altphilologe)
Peter Brommer (* 22. Juli 1892 in Driebergen; † 14. September 1982 in Velsen-Zuid) war ein niederländischer Klassischer Philologe und Gymnasialdirektor.

## Leben
Nach dem Studium arbeitete Brommer von 1915 bis 1916 als Gymnasiallehrer in Utrecht. Nach seinem Einsatz im Ersten Weltkrieg ging er 1919 an das Gymnasium in Alkmaar, wo er 21 Jahre lang unterrichtete. 1933 wurde er zum Rektor des Gymnasiums ernannt. 1940 wechselte er an das Gymnasium in Winschoten, 1949 an das Gymnasium in Velsen, wo er bis zu seinem Eintritt in den Ruhestand lehrte.
Neben dem Lehrerberuf beschäftigte sich Brommer mit wissenschaftlichen Studien. Er verfasste Arbeiten zur platonischen Philosophie (besonders zur Ideenlehre) und Übersetzungen griechischer Tragödien.
Peter Brommer war seit 1927 mit Elsa Koning (1903–1992) verheiratet, mit der er sechs Kinder hatte.

## Schriften (Auswahl)
- ΕΙΔΟΣ et ΙΔΕΑ, Étude sémantique et chronologique des œuvres de Platon. Assen 1940 (= Dissertation Utrecht)
- Sophokles’ Antigone, in Nederlandse rhythmische verzen overgebracht. Leiden 1947. Zweite, verbesserte Auflage, Leiden 1965
- Euripides’ De Trojaansen. Leiden 1947. Neuausgabe, Leiden 1960
- Andromache, in Nederlandse rhythmische verzen overgebracht. Leiden 1951
- Plato. In: Isaac van der Velde: Grote denkers over opvoeding. Groningen 1964, S. 1–31